# Мжавия, Доментий Евстафьевич
Доментий (Дементий) Евстафьевич (Естатович) Мжавия (груз. დომენტი მჟავია; 1904, Озургети, Кутаисская губерния, Российская империя — неизвестно, Махарадзе, Грузинская ССР) — советский хозяйственный, государственный и политический деятель, главный агроном районного отдела сельского хозяйства, Махарадзевский район, Грузинская ССР. Герой Социалистического Труда (1948).

## Биография
Родился в 1904 году в Озургети. После окончания сельскохозяйственного института трудился в различных советских учреждениях сельского хозяйства Грузинской ССР. Член ВКП(б). Участник Великой Отечественной войны. Воевал в составе 106-м запасного стрелкового полка и 23-м стрелкового полка). После демобилизации возвратился на родину. С 1946 по 1950 года — главный агроном районного отдела сельского хозяйства Махарадзевского района.
В послевоенное время занимался восстановлением сельского хозяйства в Махарадзевском районе. В 1947 году обеспечил своей деятельностью перевыполнение плана в целом по району урожая кукурузы на 31,3 %. Указом Президиума Верховного Совета СССР от 21 февраля 1948 года удостоен звания Героя Социалистического Труда за «получение высоких урожаев кукурузы и пшеницы в 1947 году» с вручением ордена Ленина и золотой медали «Серп и Молот» (№ 845).
Этим же указом званием Героя Социалистического Труда были награждены первый секретарь Махарадзевского райкома партии Василий Владимирович Сихарулидзе, председатель Махарадзевского райисполкома Дмитрий Илларионович Чейшвили, заведующий районным отделом сельского хозяйства Мизаил Илларионович Чануквадзе и восемь тружеников различных колхозов Махарадзевского района.
За выдающиеся трудовые показатели в сельском хозяйстве в целом по району награждался в 1949 году вторым Орденом Ленина и в 1951 году — третьим Орденом Ленина.
В последующем продолжал трудиться в сельском хозяйстве до выхода на пенсию. Проживал в Озургети. Умер в после апреля 1985 года.

## Награды и звания
- Герой Социалистического Труда (21.02.1948).
- орден Ленина (21.02.1948, 29.08.1949, 14.11.1951)
- орден Отечественной войны I степени (06.04.1985)
- орден Трудового Красного Знамени (08.04.1971)
- орден «Знак Почёта» (02.04.1966)